# Efekt jeziora
Efekt jeziora – zjawisko meteorologiczne powstałe na skutek parowania dużego zbiornika wodnego w czasie którego tworzą się zasobne w wodę chmury, które po przemieszczeniu się nad chłodniejszy ląd oddają zgromadzoną wilgoć, doprowadzając do intensywnych opadów deszczu, lub śniegu w niewielkiej odległości od brzegu akwenu.
W Polsce efekt brzegowy najczęściej występuje na pomorzu i jest tam nazywany "efektem morza' lub "efektem Bałtyku", w głębi lądu z tym efektem mamy do czynienia w okolicy dużych jezior lub rzek.